# Edvard Wibeck
Edvard Wibeck (né le 3 mars 1877 à Kållerstad, Gislaved, mort le 25 janvier 1972) était un garde forestier, chercheur spécialisé dans l'écologie de la forêt et auteur de Suède. Il travaillait à l'institut suédois des forêts (Skogsinstitutet, maintenant une partie de l'université suédoise des sciences agricoles) et y menait des recherches sur la régénération des forêts. Il était aussi très engagé dans la protection de la nature, étant membre du conseil d'administration de l'association suédoise pour la protection de la nature entre 1927 et 1943, et est l'un des principaux responsables de la création des parcs nationaux de Muddus et Store Mosse (après sa mort pour ce dernier). Il est aussi auteur de plusieurs documents de référence sur les forêts suédoises, toujours utilisés dans l'éducation.